# Кленево (Мазовецьке воєводство)
Кленево (пол. Kleniewo) — село в Польщі, у гміні Бельськ Плоцького повіту Мазовецького воєводства.
Населення — 125 осіб (2011).
У 1975-1998 роках село належало до Плоцького воєводства.

## Демографія
Демографічна структура станом на 31 березня 2011 року:
|          | Загалом | Допрацездатний вік | Працездатний вік | Постпрацездатний вік |
| -------- | ------- | ------------------ | ---------------- | -------------------- |
| Чоловіки | 60      | 13                 | 42               | 5                    |
| Жінки    | 65      | 18                 | 33               | 14                   |
| Разом    | 125     | 31                 | 75               | 19                   |